# Salomon Lubelski
Pour les articles homonymes, voir Lubelski.
Salomon Lubelski (né en 1902 à Varsovie et mort probablement en 1941 au camp de Majdanek) est un mathématicien polonais qui a fondé, avec Arnold Walfisz, la revue scientifique Acta Arithmetica. Son domaine de recherche était la théorie des nombres.

## Biographie
Salomon Lubelski est né en 1902 à Varsovie et y fait des études de mathématiques. Il soutient une thèse à l'université de Varsovie et a travaillé étroitement avec l'université. En 1935 il fonde avec Arnold Walfisz la revue scientifique Acta Arithmetica. Il est conférencier invité au congrès international des mathématiciens d'Oslo en 1936.
En 1939, lors de l'invasion de la Pologne, il se replie dans la partie occupée par l'URSS et devient professeur à l'Institut supérieur de pédagogie à Białystok. Après l’occupation de la ville par l'armée allemande en 1941 il est arrêté et emprisonné au camp de Majdanek où il est probablement mort. 
Lubelski a publié 19 articles mathématiques, et avait préparé un projet de livre de théorie de nombres. Le manuscrit a été conservé par le théoricien des nombres Johannes van der Corput et examiné en vue de repérer des résultats nouveaux.

## Publications
- « Zur Theorie der höheren Kongruenzen », Journal für die reine und angewandte Mathematik, vol. 162,‎ 1930, p. 65-68.
- « Beweis und Verallgemeinerung eines Waring-Legendreschen Satzes », Mathematische Zeitschrift, vol. 33,‎ 1931, p. 321-349 (lire en ligne).
- « Über die Teiler der Form x2+Dy2 I. », Prace matematyczno-fizyczne, vol. 38,‎ 1931 (lire en ligne).
- « Über die Teiler der Form x2+Dy2 II. », Prace matematyczno-fizyczne, vol. 40,‎ 1932 (lire en ligne).